# فيليشيا داي
كاثرين فيليشيا داي: (بالإنجليزية: Felicia Day)(ولدت بتاريخ 28 يونيو 1979) هي ممثلة و كاتبة أميركية.
معروفة لعملها «السادس» في المسلسل التلفزيوني بافي قاتلة مصاصي الدماء، و أفلام مثل إحضار تشغيله مرة أخرى و حزيران، و كذلك أفلام أخرى. و هي أيضا كاتبة سيناريو النجم، و منتجة سلسلة الويب الأصلية والنقابة، و عرض مقتبس عن حياتها كما لاعبة إنها أيضا دور البطولة في لعبة عصر التنين على شبكة الإنترنت التي تنتمي إلى سلسلة التنين المعمر و من كتاباتها الفداء، التي كتبتها و هي عضو في مجلس إدارة الأكاديمية الدولية للتلفزيون.

## الحياة الشخصية و التعليم

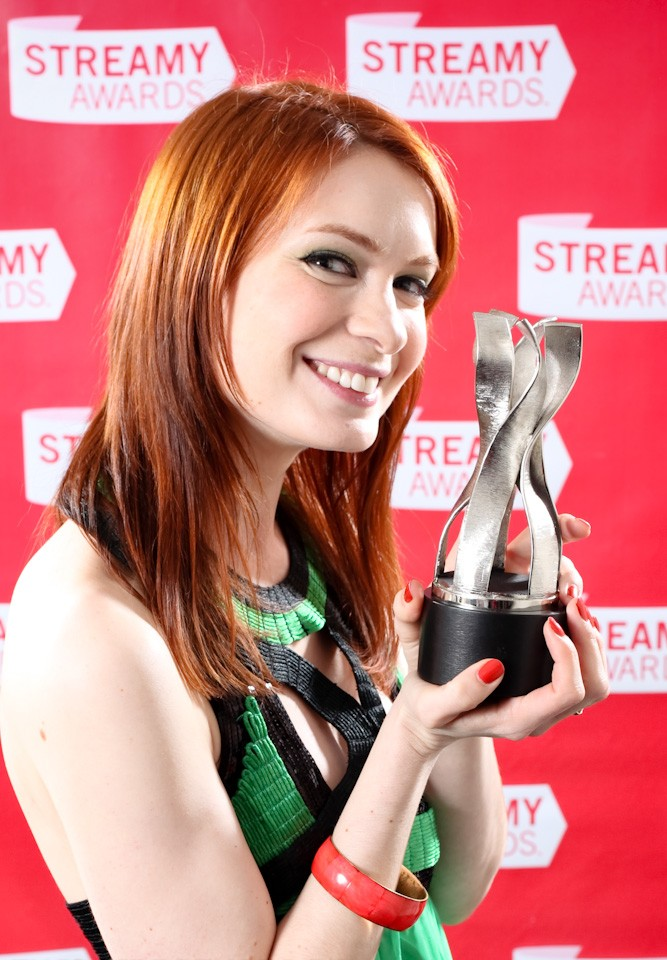
فيليشيا دي في حفل توزيع جوائز ستريمي الأول في عام 2009.

بدأت فيليشيا مهنتها في سن 7 سنوات عندما لعبت دور البطولة في الكشافة بمسرحية سميت قتل الطائر المحاكي، ودرست الغناء الاوبرالي والباليه مهنيا، و قامت بالتمثيل في الحفلات والمسابقات على الصعيد الوطني. و قالت انها بدأت دراستها في الجامعة بعمر 16 سنة.
تم قبولها في مدرسة جوليارد للموسيقى ولكنها اختارت الحضور في جامعة تكساس في مدينة أوستن عندما حصلت على منحة دراسية كاملة في أداء الكمان. تخصصت في أختصاصين هما الرياضيات والموسيقى. و هي أيضا لاعبة لكثير من أنواع العاب الفيديو. جزء كبير من عملها على شبكة الإنترنت و سلسلة كتاباتها كان بناء على تجربتها الشخصية مع ألعاب الفيديو.

## روابط خارجية
- فيليشيا داي على موقع IMDb (الإنجليزية)
- فيليشيا داي على موقع ميتاكريتيك (الإنجليزية)
- فيليشيا داي على موقع روتن توميتوز (الإنجليزية)
- فيليشيا داي على موقع قاعدة بيانات الأفلام العربية
- فيليشيا داي على موقع ألو سيني (الفرنسية)
- فيليشيا داي على موقع ميوزك برينز (الإنجليزية)
- فيليشيا داي على موقع أول موفي (الإنجليزية)
- فيليشيا داي على موقع إن إن دي بي (الإنجليزية)
- فيليشيا داي على موقع ديسكوغز (الإنجليزية)
- فيليشيا داي على موقع قاعدة بيانات الفيلم (الإنجليزية)